# موهنیش باهل
موهنیش باهل (به انگلیسی: Mohnish Bahl) (زاده ۱۴ اوت ۱۹۶۱) بازیگر هندی است.او در بیش از صد فیلم هندی بازی کرده است و دو بار نامزد جایزه فیلم فیر برای بهترین نقش مکمل مرد شده است.
از فیلم‌های معروف او می‌توان به بازی در فیلم پسران هندی اشاره کرد.

## فیلم‌شناسی
فهرست برخی از فیلم‌هایی که موهنیش باهل در آنها به ایفای نقش پرداخته‌است:
- تاریخ
- ارتش
- پسران هندی
- جی هو
- ازدواج کردم گیر افتادم
- قهرمانان
- من برای تو چه کسی هستم؟
- جانور
- ما با هم هستیم
- فقط تو
- دوست دارم
- دختری از ماه
- باغی
- بله من به خوبی عاشق بودم
- یک رابطه:زنجیرعشق
- بزرگترین بازیکن
- اعلان
- ترازو
- باروت
- یک لحظه جدایی
- وای! زندگی یعنی این!
- واقعیت
- سکو
- دل‌های بی‌تاب
- فقط یک راه
- تاریخ
- عاشق آواره
- شرارت
- شانس رقص
- بهشت روی زمین
- داماد قلابی
- اجی
- حنا
- قول می‌دهم
- شعله و شبنم
- مردی غریب
- هویت
- چون من دروغ نمی‌گویم
- ترانه رادا
- اینا مینا دیکا
- یوگپوروش
- جان جیگر
- آزمایش
- بی‌قرار
- کی راست میگه کی دروغ میگه
- هر دو ما
- سیاحت
- سوروسات عروسی راجا می‌آید
- عشق بازی نیست
- ناخواسته
- برای ازدواج آماده شوید
- گاهی در زندگی
- عشق زندگی است
- تکبر